# Шевченко (Каховский район)
Шевченко (укр. Шевченка) — село в Крестовской сельской общине Каховского района Херсонской области Украины.
Население по переписи 2001 года составляло 855 человек. Почтовый индекс — 75223. Телефонный код — 5538. Код КОАТУУ — 6525485001.

## Местный совет
75223, Херсонская обл., Чаплинский р-н, с. Шевченка, ул. Кудри, 32